# Det finns inga gränser
Det finns inga gränser (engelska: Jet Pilot) är en amerikansk långfilm från 1957 i regi av Josef von Sternberg, med John Wayne, Janet Leigh, Jay C. Flippen och Paul Fix i rollerna. 

## Handling
En sovjetisk avhoppare landar sitt jetplan på en amerikanskt flygbas. Chefen för flygbasen, Överste Jim Shannon i USA:s flygvapen (John Wayne) blir överraskad när han inser att piloten är en attraktiv kvinna; Löjtnant Anna Marladovna (Janet Leigh). Marladovna söker asyl, men vägrar avslöja någon militär information. Shannon blir då beordrad att försöka förföra henne. Äkta kärlek blomstrar snart och Jim gifter sig med henne utan tillåtelse.
När de återvänder från sin smekmånad berättar General Black (Jay C. Flippen) för Jim att hans nya fru är en spion, sänd till USA av Sovjet. Amerikanarna bestämmer sig för att spela med i ryssarnas planer. Shannon berättar dock allt för Anna och för att rädda henne stjäl de ett flygplan och flyger till sovjetiskt luftrum. Shannon kraschar deras plan när ryska jaktplan närmar sig och han tas till fånga. Anna får kritik att hon inte sköt honom för att kunna ta planet oskatt, men hon menar att han är värd mer levande.
Shannon upptäcker snart att Anna är gravid. Han får i uppgift att testa ryssarnas nya flygplan, så att de kan försöka få ut information om de amerikanska planen från honom. Han lär sig mycket av ryssarna men ger bara ut gammal information i utbyte. Annas personliga känslor blir snart starkare än hennes plikt mot sitt land och hon stjäl ett flygplan och flyr med Shannon tillbaka till väst.

## Rollista
| John Wayne     | – Col. Jim Shannon            |
| Janet Leigh    | – Lt. Anna Marladovna Shannon |
| Jay C. Flippen | – Maj. Gen. Black             |
| Paul Fix       | – Maj. Rexford                |
| Richard Rober  | – FBI Agent George Rivers     |
| Roland Winters | – Col. Sokolov                |
| Hans Conried   | – Col. Matoff                 |
| Ivan Triesault | – Gen. Langrad                |

## Produktion
Filmen spelades in mellan oktober 1949 och februari 1950. Producenten Howard Hughes var besatt av att göra en perfekt film. Tillsammans med bland andra Don Siegel och Philip Cochran fortsatte han spela in scener i nästan fyra år till, fram till 1953. Hughes fortsatte att klippa och förändra filmen fram till 1957 då han även sålt RKO som hade producerat filmen och Universal Studios distribuerade till slut Det finns inga gränser.
Wayne hade tagit huvudrollen främst på grund av det politiska budskapet, men han förstod snart att det skulle bli en av hans sämsta filmer. Han sa senare: "Den slutgiltiga budgeten var på runt 4 miljoner dollar. Det var bara för dumt för att vara sant"